# Metal Slug
Metal Slug (メタルスラッグ, Metaru Suraggu) és una sèrie de videojocs de run and gun creats per Nazca Corporation el 1996 abans d'unir-se amb SNK després d'haver acabat el primer títol de la sèrie. Videojocs derivats en són un videojoc d'acció en tercera persona per a commemorar el desé aniversari de la saga i un videojoc Tower Defense per a mòbils. Creat originàriament per al maquinari d'arcade (MVS) i el sistema Neo-Geo per a llars (AES), els jocs originals també han estat portats a altres consoles de joc i plataformes mòbils al llarg dels anys, amb diversos jocs posteriors creats per a diverses altres plataformes. El joc se centra en l'Escamot Peregrine Falcon, un grup reduït de soldats que lluiten contra un exèrcit rebel, contra extraterrestres, i contra diverses altres forces amb la intenció de dominar el món.

## Rerefons
El primer joc parla de dos soldats de l'Escamot de Falcons Pelegrins (Peregrine Falcons o PF Team en anglés), Marco Rossi i Tarma Roving, un menut però qualificat equip de soldats que serveixen sota la divisió d'operacions especials de l'Exèrcit Regular, i que lluiten contra les tropes del General Donald Morden amb la finalitat d'evitar un colp d'estat i la creació d'un Nou Ordre Mundial per tot el planeta, a més de recuperar els vehicles "Slug" furtats per ells. En jocs posteriors s'inclouen nous personatges com la Unitat de Teuladins (S.P.A.R.R.O.W.S. Unit), Eri i Fio, que està a càrrec de la divisió d'intel·ligència de l'Exèrcit. En aquestes entregues, els protagonistes també s'enfronten a una amenaça alienígena sobre la Terra (per part de marcians), així com diverses altres amenaces sobrenaturals com ietis, zombis, crancs gegants, mòmies, etc. Molts d'aquests elements van ser retirats del quart joc per a tornar a l'essència del títol original, que va donar lloc a una recepció pobra tant crítica com comercial. El cinquè lliurament es desenvolupa en l'escenari d'una lluita contra guerrilles, deixant només les traces d'humor peculiar de la franquícia i alguns enemics paranormals (exceptuant el cap final). Metal Slug 6 va tornar a la trama dels tres primers títols, portant de tornada l'Exèrcit Rebel de Morden i els marcians, encara que en aquest lliurament apareix una nova raça d'extraterrestres; coneguda com els invasors. Metal Slug 7 va ser el primer videojoc exclusiu per a consoles portàtils, i manté la seqüència d'obertura de la seua preqüela sense afegir elements estrafolaris; reemplaçant els marcians per un univers alternatiu de l'Exèrcit de Morden amb equip i armes futuristes.
Cal destacar que els creadors del joc es van inspirar en les operacions bèl·liques ocorregudes durant la Segona Guerra Mundial, així com en els escenaris i els vehicles, encara que hi ha vehicles moderns com el Slug Airplane inspirat clarament en l'avió Bae Harrier Jump Jet (Aguiló), un dels avions enemics el Flying Tara i l'Eaca Tipus B està inspirat en el Focke-Wulf Fw 190 alemany al costat del Grumman F6F Hellcat i el Grumman TBF Avenger, curiosament per a evitar que se li vinculara amb el caça alemany de l'època es va pintar de blanc i blau.
En tota la saga no es fa referència alguna als camps de concentració nazis que va haver-hi durant l'època i tampoc apareix la famosa frase Arbeit Macht Frei ("el treball vos farà lliures"), que era un cartell que col·locaven en l'entrada dels camps.
El mateix símbol de l'Armada Rebel és una al·legoria de l'esvàstica dels nazis de la Segona Guerra Mundial. Es va adoptar la X per a evitar que fóra motiu de polèmica a Europa pel tema de l'Holocaust que va haver-hi durant la Segona Guerra Mundial.

## Videojocs

### Sèrie principal
| Títol                                                                                                 | Detalls |
| --- | --- |
| Metal Slug (videojoc de 1996) Data de llançament original: NA 18 d'abril de 1996JP 19 d'abril de 1996 | Anys de publicació als sistemes: 1996 – Neo Geo 1996 – Neo Geo CD 1997 – Sega Saturn 1997 – PlayStation 2008 – Virtual Console 2010 – PlayStation Network 2012 – iOS/Android 2015 – Microsoft Windows (Steam) 2017 - Nintendo Switch                      |
| Metal Slug (videojoc de 1996) Data de llançament original: NA 18 d'abril de 1996JP 19 d'abril de 1996 | |
| Metal Slug 2 Data de llançament original: 23 de febrer de 1998 NA                                     | Anys de publicació als sistemes: 1998 – Neo Geo 1998 – Neo Geo CD 2008 – Virtual Console 2011 – PlayStation Network 2013 – iOS/Android 2016 – Microsoft Windows (Steam) 2017 – Nintendo Switch                                                            |
| Metal Slug 2 Data de llançament original: 23 de febrer de 1998 NA                                     | |
| Metal Slug 3 Data de llançament original: 23 de març de 2000 NA                                       | Anys de publicació als sistemes: 2000 – Neo Geo 2003 – PlayStation 2 2004 – Xbox 2008 – Xbox Live Arcade 2012 – Virtual Console 2012 – iOS/Android 2014 – Microsoft Windows (Steam) 2014 – Linux, macOS 2015 – PlayStation Network 2017 – Nintendo Switch |
| Metal Slug 3 Data de llançament original: 23 de març de 2000 NA                                       | |
| Metal Slug 4 Data de llançament original: JP 27 de març de 2002                                       | Anys de publicació als sistemes: 2002 – Neo Geo 2004 – PlayStation 2 2005 – Xbox 2012 – Virtual Console 2018 – Nintendo Switch |
| Metal Slug 4 Data de llançament original: JP 27 de març de 2002                                       | |
| Metal Slug 5 Data de llançament original: JP 14 de novembre de 2003                                   | Anys de publicació als sistemes: 2003 – Neo Geo 2005 – PlayStation 2 2005 – Xbox 2018 – Nintendo Switch |
| Metal Slug 5 Data de llançament original: JP 14 de novembre de 2003                                   | |
| Metal Slug 6 Data de llançament original: JP 22 de febrer de 2006                                     | Anys de publicació als sistemes: 2006 – Atomiswave 2006 – PlayStation 2 |
| Metal Slug 6 Data de llançament original: JP 22 de febrer de 2006                                     | |
| Metal Slug 7 Data de llançament original: 17 de juliol de 2008 NA                                     | Anys de publicació als sistemes: 2008 – Nintendo DS |
| Metal Slug 7 Data de llançament original: 17 de juliol de 2008 NA                                     | |

### Remakes
| Títol                                                                                             | Detalls |
| ------------------------------------------------------------------------------------------------- | --- |
| Metal Slug 2#Metal Slug X Data de llançament original: NA 18 de març de 199919 de març de 1999 EU | Anys de publicació als sistemes: 1999 – Neo Geo 2001 – PlayStation 2012 – Virtual Console 2013 – iOS/Android 2014 – Microsoft Windows (Steam) 2017 – Nintendo Switch |
| Metal Slug 2#Metal Slug X Data de llançament original: NA 18 de març de 199919 de març de 1999 EU | Notes: - Una versió revisada de Metal Slug 2 |
| Metal Slug 7 Data de llançament original: 23 de desembre de 2009 NA                               | Anys de publicació als sistemes: 2009 – PlayStation Portable 2010 – Xbox Live Arcade 2018 – PlayStation 4 2019 – Microsoft Windows (Steam)                           |
| Metal Slug 7 Data de llançament original: 23 de desembre de 2009 NA                               | Notes: - Una versió revisada de Metal Slug 7 |

### Jocs derivats
| Títol                                                                                              | Detalls                                                                                     |
| -------------------------------------------------------------------------------------------------- | ------------------------------------------------------------------------------------------- |
| Metal Slug 1st Mission Data de llançament original: JP 27 de maig de 1999                          | Anys de publicació als sistemes: 1999 – Neo Geo Pocket Color                                |
| Metal Slug 1st Mission Data de llançament original: JP 27 de maig de 1999                          |                                                                                             |
| Metal Slug 2nd Mission Data de llançament original: 9 de març de 2000 NA                           | Anys de publicació als sistemes: 2000 – Neo Geo Pocket Color                                |
| Metal Slug 2nd Mission Data de llançament original: 9 de març de 2000 NA                           |                                                                                             |
| Metal Slug Advance Data de llançament original: EU 12 de novembre de 200418 de novembre de 2004 NA | Anys de publicació als sistemes: 2004 – Game Boy Advance                                    |
| Metal Slug Advance Data de llançament original: EU 12 de novembre de 200418 de novembre de 2004 NA |                                                                                             |
| Metal Slug (videojoc de 2006) Data de llançament original: JP 29 de juny de 2006                   | Anys de publicació als sistemes: 2006 – PlayStation 2                                       |
| Metal Slug (videojoc de 2006) Data de llançament original: JP 29 de juny de 2006                   | Notes: - Un videojoc d'acció en tercera persona - Primer joc Metal Slug en 3D               |
| Metal Slug Touch Data de llançament original: JP 16 de desembre de 2009                            | Anys de publicació als sistemes: 2009 – iOS                                                 |
| Metal Slug Touch Data de llançament original: JP 16 de desembre de 2009                            | Notes: - Llevat de l'App Store el 31 de maig de 2012                                        |
| Metal Slug Defense Data de llançament original: JP 1 de maig de 2014                               | Anys de publicació als sistemes: 2014 – iOS/Android 2015 – Microsoft Windows (Steam)        |
| Metal Slug Defense Data de llançament original: JP 1 de maig de 2014                               | Notes: - Un joc de Tower defense                                                            |
| Metal Slug Attack Data de llançament original: 14 de febrer de 2016                                | Anys de publicació als sistemes: 2016 - iOS/Android 2019 - Nintendo Switch                  |
| Metal Slug Attack Data de llançament original: 14 de febrer de 2016                                | Notes: - 20th Anniversary Special - Seqüela de Metal Slug Defense - Un joc de Tower defense |

### Compilacions
| Títol | Detalls |
| --- | --- |
| Metal Slug Anthology Data de llançament original: NA 14 de desembre de 2006EU 9 de febrer de 2007JP 22 de febrer de 2007 | Anys de publicació als sistemes: 2007 – PlayStation Portable 2007 – PlayStation 2 2007 – Wii 2016 – PlayStation 4 |
| Metal Slug Anthology Data de llançament original: NA 14 de desembre de 2006EU 9 de febrer de 2007JP 22 de febrer de 2007 | Notes: - Inclou Metal Slug, 2, X, 3, 4, 5 i 6                                                                     |
| Metal Slug Collection PC Data de llançament original: EU 27 de novembre de 2009                                          | Anys de publicació als sistemes: 2009 – Microsoft Windows                                                         |
| Metal Slug Collection PC Data de llançament original: EU 27 de novembre de 2009                                          | Notes: - Inclou Metal Slug, 2, X, 3, 4, 5 i 6                                                                     |

### Metal Slug Zero Online
Metal Slug Zero Online va ser un Videojoc multijugador massiu en línia, part de la saga Metal Slug. Va ser desenvolupat per SNK Playmore, THQ, i Sammy Corporation per al mercat sud-coreà. No hi ha notícies de que hi haja hagut un llançament al Japó o als EUA. El joc estava previst que es publicara el 2009, no obstant, l'estiu del 2009, el desenvolupador Dragonfly va suspendre el desenrotllament del joc a causa de la seua creença que la creació de Metal Slug Zero Online per part de Wiz Hands no creava grans expectatives, i que el joc no es podia adaptar-se a la tendència actual de la indústria del videojocs. Els servidors en línia del joc van tancar-se el 24 de març de 2013.